# 唐仲友
唐仲友（1136年—1188年），字與政，婺州金華（今屬浙江）人，世稱說齋先生。

## 生平
邃于经学，通性命之理，绍兴辛未（1151年）进士，复中宏辞科，判建康府。歷知信州、台州，頗有政聲，是宰相王淮的親家。倡經制之學，為「金華學派」創始人，學術思想上同陳亮、葉適最為同調。宋淳熙壬寅（1182年），朱熹於七月十九日至九月，先後六次給宋孝宗皇帝上奏狀，彈劾唐仲友，要求嚴懲貪官汙吏。朱熹在《按唐仲友第一状》，斥道：“知台州唐仲友催督税租，委是刻急……急于星火，民不聊生。”；《按唐仲友第三状》中指责其“百端阻节搜检，生出公事不可胜计”，前後列舉唐仲友八大罪項。野史《齊東野語》亦載朱熹逮捕官妓嚴蕊，試圖屈打成招，嚴蕊寧死不從，並道：「雖然身為賤妓，有太守有濫，罪不至死，然是非真偽，豈可妄言以誣士大夫！」後來，事件鬧到皇帝耳裡，認為是「秀才爭閑氣」，吏部尚書鄭丙亦稱朱熹「近世士大夫所謂道學者，欺世盜名，不宜信用”，遂將朱熹調任，此案轉由岳飛後人岳霖處理，嚴蕊無罪開釋。仲友後來不復出仕，益致力於著書教育。其學「不專主一說，苟同一人，隱之於心，稽之於聖經，合者取之，疑者闕之」（《宋元學案·說齋學案》）。並認為「聖人之傳道必以心，其端則始於至誠力學。後世求其說而不得，流入釋、老。以為道者當超詣頓解，徑進於聖人之域，相與用心不可測度之地，而學問修為之功幾於盡廢，捕風捉影，卒無分毫之得。」
全祖望將唐仲友所為經制之學與呂祖謙兄弟的性命之學、陳亮的事功之學相提並論，全祖望說：“乾、淳之際，婺學最盛，東萊兄弟以性命之學起，同甫（陳亮）以事功之學學起，而說齋（指唐仲友）則為經制之學”（《宋元學案·說齋學案》）。著述颇富，主要有《方经解》、《诸史经义》、《愚书》、《帝王经世图谱》等。

## 家庭
- 父唐尧封为侍御史，仕至直龙图阁·朝散大夫。
- 長子唐士俊
- 次子唐士特
- 三子唐士濟